# Dodë Gjergji

Dodë Gjergji (Stubëll, 15. kolovoza 1989.) je kosovski katolički svećenik albanskoga podrijetla i trenutni prizrensko-prištinski biskup.
Rođen je 1963. godine u mjestu Stubli (Stubëll, Stublla e Epërme) kod Vitine u današnjem Kosovu. Bogoslovlje i filozofiju studirao je na Katoličkom bogoslovnom fakultetu u Zagrebu te je 1989. zaređen za prezbitera Rimokatoličke Crkve. Bio je misionar i utemeljitelj albanske katoličke misije u Zagrebu. Godine 2000. postavljen je za apostolskog administratora Sape, a 2005. papa Benedikt XVI. postavio ga je i 2006. zaredio za biskupa sapske biskupije. Od 2006. apostolski je administrator Prizrena, a od 2018. biskup prizrensko-prištinski. 